# Daniel Zupanc
Daniel Zupanc (* 29. Januar 1969 in Bad Eisenkappel) ist ein österreichischer Fotograf.

## Leben
Daniel Zupanc studierte an der Universität Wien Biochemie. Er hatte schon von früher Kindheit an engen Kontakt zu den Naturschönheiten seiner Heimat Kärnten. Das Verlangen seine Beobachtungen in der Natur festzuhalten, führte ihn zur Fotografie.
Seine Arbeiten sind auf Natur und Tiere sowie Tourismus spezialisiert und waren im Naturhistorischen Museum und im Tiergarten Schönbrunn zu sehen. Zupanc ist Autor verschiedener Bildbände und Kinderbücher. Seine Fotos sind in vielen österreichischen Medien erschienen, sowie in ausländischen, wie National Geographic oder Geo.
Bekannt wurde Zupanc durch seine Tier- und Naturfotos. Er wurde in das Team der besten Naturfotografen Europas berufen, um für das Projekt „Wild Wonders of Europe“ im Nationalpark Triglav in Slowenien zu fotografieren. Auch seine Aufnahmen aus dem Tiergarten Schönbrunn gingen um die Welt. Er hat die ersten Fotos der Pandajungtiere Fu Long, Fu Hu und Fu Bao sowie der Zwillinge Fu Feng und Fu Ban gemacht. Außerdem gelangen ihm die weltweit ersten Fotos von Muräneneiern und -larven.

## Auszeichnungen
- 1998: „BBC Wildlife Photographer of the Year“, Highly commended in der Kategorie „Wild Places“
- 1999: „Glanzlichter“, Highlight in der Kategorie „Nature as Art“
- 2000: „Glanzlichter“, Sieg in der Kategorie „Magnificent Wilderness“; Highlight in der Kategorie „The Beauty of Plants“
- 2002: „Europäischer Naturfotograf des Jahres“, Lobende Erwähnung in der Kategorie „Pflanzen“
- 2003: „Österreichischer Naturfotograf des Jahres“
- 2003: „Glanzlichter“, Highlight in der Kategorie „Magnificent Wilderness“; Highlight in der Kategorie „The World of Mammals“
- 2004: „Glanzlichter“, Highlight in der Kategorie „Nature’s Secret Sand“; Highlight in der Kategorie „Rainforests of the World“
- 2004: „Europäischer Naturfotograf des Jahres“, Lobende Erwähnung in der Kategorie „Pflanzen“<
- 2005: „Glanzlichter“, Highlight in der Kategorie „Artists on Wings“; Highlight in der Kategorie „The World of Mammals“
- 2005: „Europäischer Naturfotograf des Jahres“, 2. Platz in der Kategorie „Atelier Natur“
- 2007: „Glanzlichter“, Highlight in der Kategorie „Artists on Wings“; Highlight in der Kategorie „The World of Mammals“; Highlight in der Kategorie „The Beauty of Feathers“
- 2007: „Österreichischer Naturfotograf des Jahres“
- 2007: „Europäischer Naturfotograf des Jahres“, Lobende Erwähnung in der Kategorie „Atelier Natur“
- 2009: „Kärntner Medienpreis für Fotografie“
- 2014: Gesamtsieg „1 Jahr. 4 Jahreszeiten. 46 Friedhöfe“

## Publikationen (Auswahl)
- Australien. Land der Farben, Steinfurt: Tecklenborg Verlag, 2000, 1. Aufl., ISBN 978-3-924044-52-7
- Nationalpark Hohe Tauern, Steinfurt: Tecklenborg Verlag, 2004, 1. Aufl., ISBN 978-3-934427-42-6
- Wildnis Zoo. Impressionen aus Schönbrunn, Ebenthal: KIKO Verlag, 2008, 1. Aufl., ISBN 978-3-902644-00-8
- Fu Long. Ein kleiner Pandabär entdeckt die Welt, Ebenthal: KIKO Verlag, 2008, ISBN 978-3-902644-01-5
- Arktos und Nanuq. Die lustigen Abenteuer der Eisbärenbrüder, Ebenthal: KIKO Verlag, 2008, ISBN 978-3-902644-02-2
- Tigerkinder. Kleine Katzen auf großen Tatzen, Ebenthal: KIKO Verlag, 2009, ISBN 978-3-902644-04-6
- Katta, Katta. So ein Affentheater, Ebenthal: KIKO Verlag, 2009, ISBN 978-3-902644-06-0
- Tuluba: Kleiner Elefant mit großen Ohren, Ebenthal: KIKO Verlag, 2011, ISBN 978-3-902644-08-4
- Der kleine Zoo-Entdecker. Großer Panda. Ebenthal: KIKO Verlag, 2017, ISBN 978-3-902644-15-2
- Der kleine Zoo-Entdecker. Sibirischer Tiger. Ebenthal: KIKO Verlag, 2017, ISBN 978-3-902644-16-9
- Erlebnis Zoo. Begegnungen im Tiergarten Schönbrunn. The Zoo Experience. Encounters at Schönbrunn Zoo. Ebenthal: KIKO Verlag, 2018, ISBN 978-3-902644-24-4
- Pandas. Eine Erfolgsgeschichte aus dem Tiergarten Schönbrunn. A Schönbrunn Zoo Success Story. Ebenthal: KIKO Verlag, 2018, ISBN 978-3-902644-35-0
- Der kleine Zoo-Entdecker. Eisbär. Ebenthal: KIKO Verlag, 2019, ISBN 978-3-902644-19-0
- Der kleine Zoo-Entdecker. Afrikanischer Elefant. Ebenthal: KIKO Verlag, 2019, ISBN 978-3-902644-21-3

## Einzelausstellungen
- 2008: „Wildnis Zoo“, Naturhistorisches Museum
- 2011: „Schönste Zoomomente“, Tiergarten Schönbrunn